# Roccaravindola
Roccaravindola, talvolta anche scritta nella forma Rocca Ravindola, è la maggiore frazione del comune molisano di Montaquila, in provincia di Isernia. Al 2023 contava 1.175 abitanti, all'incirca metà della popolazione comunale.

## Storia
Il borgo, di origine altomedievale, risale al X secolo; ed il locale castello fu costruito nel 1074 dal conte Ugone di Venafro, che ebbe il feudo dall'abate Desiderio di Montecassino. Il feudo fu poi delle famiglie dei D'Angiò dei Pandone (XV secolo), e dei Caracciolo. Il borgo, in fase di spopolamento dalla seconda metà del XX secolo, ha riscontrato invece un notevole incremento demografico nella sua parte bassa, di recente costruzione, anche per via della presenza d'infrastrutture stradali e ferroviarie.

## Geografia
Roccaravindola sorge in collina, a ridosso della valle del fiume Volturno, e si divide in due contrade:
- Roccaravindola Alta è il nucleo originale del paese, costituito da un piccolo borgo altomedievale collinare, a 440 metri. La popolazione è di 50 abitanti[1] e qui si trovano i ruderi del Castello di Roccaravindola ed altre architetture d'interesse turistico e culturale.[6][7]
- Roccaravindola Bassa, anche nota come Taverna Ravindola, è la zona nuova del paese situata nella sottostante valle del Volturno, a 221 metri. La contrada, espansasi urbanisticamente e demograficamente nella seconda metà del XX secolo, conta una popolazione di 1.125 abitanti,[2] e qui si trova la locale stazione ferroviaria.

Il paese sorge a 6 km a sud di Montaquila, e dista 9 km da Venafro e 15 da Isernia, i due centri maggiori della provincia. Tra gli altri centri più vicini vi sono Santa Maria Oliveto, a 3 km ad ovest, e Sant'Eusanio, a 3 km ad est. Gli altri centri più vicini sono Monteroduni, Pozzilli e Macchia d'Isernia, tutti distanti circa 7 km.

## Monumenti e luoghi d'interesse
Tra le maggiori attrazioni del paese vi sono il borgo medievale coi ruderi del Castrum di Roccaravindola, risalente all'XI secolo, la coeva chiesa di San Michele, ed il Palazzo Ducale, sito di fronte alla chiesa.

## Infrastrutture e trasporti
Roccaravindola è servita dall'omonima stazione ferroviaria, sulla linea Vairano-Venafro-Isernia, con prosecuzione verso Campobasso e Sulmona.
Le arterie stradali principali che attraversano il paese, a valle, sono la SS 85 "Venafrana" e la SS 158 "Valle del Volturno", entrambe in parte a scorrimento veloce, e tra le principali del Molise. La prima collega Vairano Patenora e Venafro con Isernia; mentre la seconda si biforca dalla Statale 85 a Roccaravindola stessa, e prosegue verso Alfedena. Entrambe le strade hanno prosiegui a scorrimento veloce, con numerazioni differenti, con direzioni verso Castel di Sangro e Fossacesia dal lato del confine abruzzese, e verso San Salvo e Campobasso dal lato d'Isernia. Un'altra strada rilevante è la Strada Provinciale 301-I, che parte da Roccaravindola ed arriva a Capriati a Volturno, comune campano della provincia di Caserta a 10 km a sud.

## Sport
La squadra di calcio del paese, fondata nel 1973, la Polisportiva Roccaravindola, gioca nel locale campo sportivo "Mario Castaldi" e milita nei campionati regionali molisani. Nella stagione 1994-1995 raggiunse il Campionato Nazionale Dilettanti (CND), all'epoca quinta divisione del calcio italiano. I colori ed il simbolo, che rimandano alla Sampdoria, risalgono al 1984, quando la squadra ravindolese decise di adottare i colori di una squadra di Serie A di cui nessun membro dell'allora dirigenza ne fosse tifoso. Ciò, negli anni, ha creato un certo legame con la compagine genovese.